# Roxolani

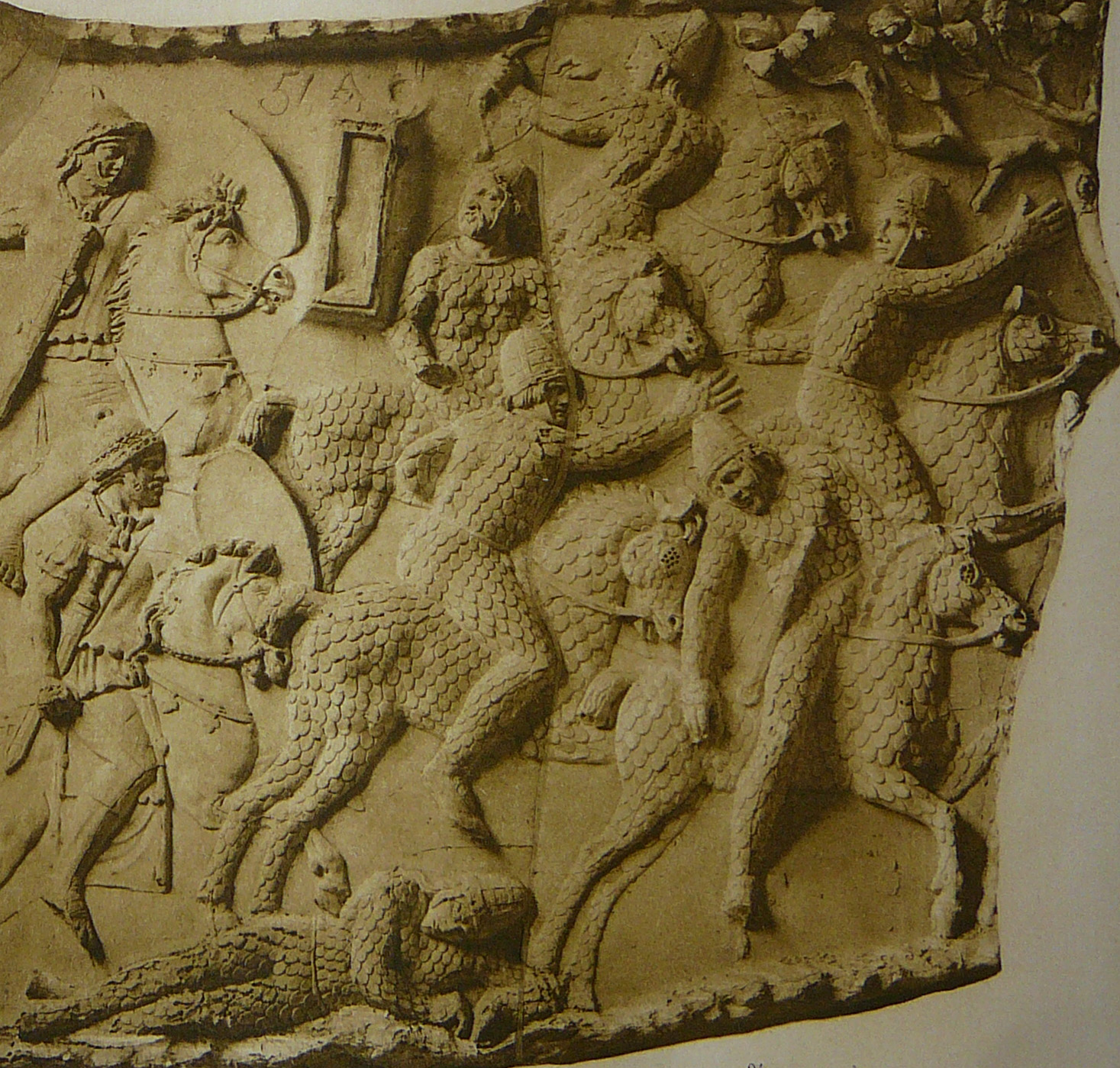
Sarmatská těžká jízda prchající před římským jezdectvem, výjev z Trajánova sloupu

Roxolani byl sarmatský kmen, který původně sídlil v oblasti mezi řekami Donem a Dněprem. V 1. století př. n. l. se vydali směrem na západ a později se usadili severně od dolního Dunaje v dnešním Valašsku. V letech 68 až 69 podnikli společně s Bastarny a Dáky vpád do římské provincie Moesie. Podporovali také dáckého krále Decebala v jeho střetnutí s Římany, avšak v bojích s nimi utrpěli porážku. Během markomanských válek se spojili se svými sarmatskými příbuznými Jazygy. Ve druhé polovině 4. století je pravděpodobně pohltili Hunové.